# Jörg Kampf

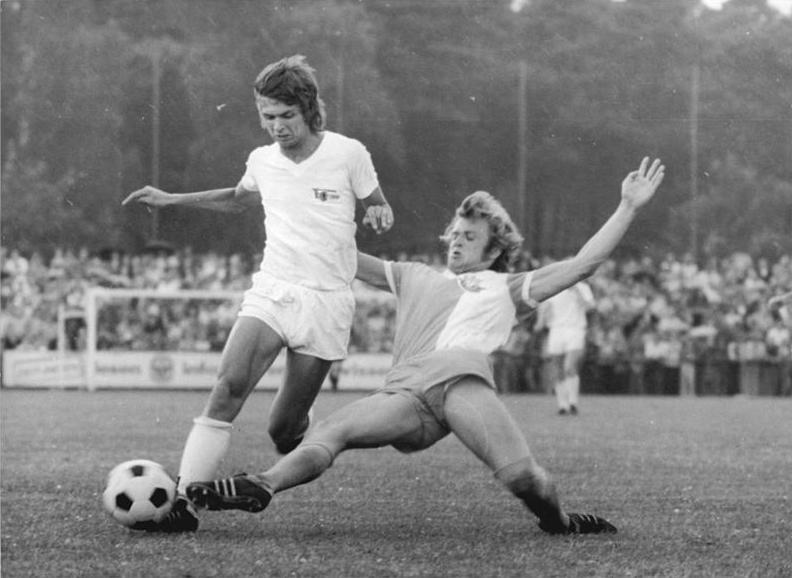
Jörg Kampf (rechts) mit Karsten Heine (links) im Jahr 1976.

Jörg Kampf (* 7. August 1954) war Fußballspieler in der DDR. Für den FC Hansa Rostock spielte er in der Oberliga, der höchsten Fußballklasse des DDR-Fußballverbandes. Kampf ist 15-facher Junioren-Nationalspieler.

## Sportlicher Werdegang
Bis 1973 spielte Kampf für Hansa Rostock in der Juniorenoberliga und wurde in diesem Jahr sowohl DDR-Juniorenmeister als auch Juniorenpokalsieger. Bereits ein Jahr zuvor war er in den Kader der Junioren-Nationalmannschaft aufgenommen worden. Sein erstes Junioren-Länderspiel bestritt Kampf als Mittelstürmer am 24. September 1972 in der Begegnung Ungarn – DDR (1:2) und war Schütze des einzigen Tores seiner Mannschaft. Bis 1973 wurde er insgesamt in 15 Junioren-Länderspielen eingesetzt.
Seinen Einstand im Männerbereich gab Kampf in der 2. Mannschaft des FC Hansa in der zweitklassigen DDR-Liga. Am letzten Spieltag der Saison 1972/73, am 1. Mai 1973, wurde er im Spiel BSG Nord Torgelow – FC Hansa Rostock II (1:1) als Linksaußenstürmer eingewechselt. Bereits ein Vierteljahr später, am 22. August 1973, stand er zum ersten Mal in einem Oberligaspiel. In der Partie des 2. Spieltages der Saison 1973/74 FC Hansa Rostock – Berliner FC Dynamo (5:0) am 22. August 1973 war er als zentraler Mittelfeldspieler in der 75. Minute eingewechselt worden. Bis zum Ende der Hinserie wurde Kampf noch in weiteren sieben Oberligaspielen eingesetzt. 1974/75 hatte er nur ein Oberligaspiel zu verzeichnen, am Ende der Saison stieg Hansa in die DDR-Liga ab. Am sofortigen Aufstieg war Kampf an 13 der 30 Punkt- und Aufstiegsspiele und mit fünf Toren beteiligt. In der Saison 1976/77 schickte sich Kampf an, zum Stammspieler in der Oberligamannschaft zu werden. Er bestritt die zehn ersten Punktspiele, von denen er acht über die vollen 90 Minuten absolvierte. Danach musste er auf ärztliches Anraten wegen anhaltender Kniebeschwerden den Hochleistungssport beenden. In den Jahren von 1973 bis 1976 hatte 19 Oberligaspiele bestritten und zwei Tore erzielt hatte. Außerdem hatte er in zwei Pokalspielen mitgewirkt, in denen er drei Tore schoss.
Kampf schloss sich 1977 der Betriebssportgemeinschaft Stahl Brandenburg an, mit der er fünf Jahre in der DDR-Liga spielte. Im November 1981 erlitt er eine schwere Knieverletzung, die eine Spielpause bis September 1982 erzwang. Am Ende der Saison 1982/83 beendete Kampf seine Fußball-Laufbahn.